# Live (The Cats)
Live is een muziekalbum van The Cats uit 1984. Het is het eerste livealbum dat de band uitbracht. Het was ook voor het eerst dat de band een medley op plaat zette. Net als de voorganger, Het complete hitalbum, is ook dit verzamelwerk een dubbel-elpee. Live stond 3 weken in de Album Top 100 en bereikte nummer 38 als hoogste positie.

## Nummers
| Nummer | Naam                                                 | Naam                                                 | Geschreven door                               | Duur | Opmerkingen |
| --- | ---------------------------------------------------- | ---------------------------------------------------- | --------------------------------------------- | ---- | ----------- |
| A1 | Rock 'n' roll (I gave you the best years of my life) | Rock 'n' roll (I gave you the best years of my life) | Kevin Johnson                                 | 5:14 |             |
| A2 | Lies                                                 | Lies                                                 | Lewis & Clarke                                | 2:50 |             |
| A3 | Trying to explain                                    | Trying to explain                                    | Piet Veerman                                  | 3:40 |             |
| A4 | Without your love                                    | Without your love                                    | Cees Veerman en Mel Andy                      | 2:52 |             |
| A5 | Take me with you                                     | Take me with you                                     | Arnold Mühren                                 | 3:00 |             |
| B1 | Sail away                                            | Sail away                                            | Piet Veerman                                  | 3:28 |             |
| B2 | Love is just a long, lonely road                     | Love is just a long, lonely road                     | Cees Veerman                                  | 4:23 |             |
| B3 | A room full of tears                                 | A room full of tears                                 | Doc Pomus en Mort Shuman                      | 2:56 |             |
| B4 | medley                                               | Juke-box                                             | Bert Berns en Phil Medley                     | 1:30 |             |
| B4 | medley                                               | Lea                                                  | Arnold Mühren                                 | 1:51 |             |
| B4 | medley                                               | Why                                                  | Arnold Mühren                                 | 1:51 |             |
| B4 | medley                                               | Marian                                               | Arnold Mühren                                 | 1:43 |             |
| B4 | medley                                               | Where have I been wrong                              | Piet Veerman                                  | 2:24 |             |
| B5 | Let's dance                                          | Let's dance                                          | Piet Veerman                                  | 3:49 |             |
| C1 | One way wind                                         | One way wind                                         | Arnold Mühren                                 | 4:09 |             |
| C2 | Darling oh darling                                   | Darling oh darling                                   | Cees Veerman                                  | 3:43 |             |
| C3 | Save the last dance for me                           | Save the last dance for me                           | Doc Pomus en Mort Shuman                      | 3:20 |             |
| C4 | Samaina                                              | Samaina                                              | Cees Veerman                                  | 3:51 |             |
| C5 | Second pair of eyes                                  | Second pair of eyes                                  | Piet Veerman en Alan Parfitt                  | 3:25 |             |
| C6 | Vaya con Dios                                        | Vaya con Dios                                        | Larry Russell, Inez James en Buddy Pepper     | 4:33 |             |
| D1 | A love like yours                                    | A love like yours                                    | Eddie Holland, Brian Holland en Lamont Dozier | 3:53 |             |
| D2 | Let's follow the sun                                 | Let's follow the sun                                 | Cees Veerman                                  | 3:40 |             |
| D3 | Love is a golden ring                                | Love is a golden ring                                | Frank Miller, Richard Dehr en Terry Gilkyson  | 2:58 |             |
| D4 | Be my day                                            | Be my day                                            | Larry Murray                                  | 3:51 |             |
| D5 | Country woman                                        | Country woman                                        | Piet Veerman                                  | 3:56 |             |
| D6 | Kansas City                                          | Kansas City                                          | Jerry Leiber en Mike Stoller                  | 4:06 |             |
| D7 | The end of the show                                  | The end of the show                                  | Cees Veerman                                  | 4:14 |             |
| Later zijn er van dit albums opnieuw versies op cd uitgebracht waarop bonustracks staan. Deze cd is net als alle andere platen van The Cats in 2014 opgenomen in het verzamelwerk Complete. Op deze uitgave waren in tegenstelling tot de meeste andere cd's echter geen bonustracks aanwezig. |                                                      |                                                      |                                               |      |             |